# قشلة مجز
قشلة مجز وهي إحدى الحصون الأثرية وتقع القشلة في مركز مديرية مجز في محافظة صعدة ويرجع تاريخها إلى عام (1940م) وبنيت في عهد الإمام يحيى بن حميد الدين الذي اهتم ببناء الحصون في مراكز صعدة الهامة، وقشلة مجز تختلف من حيث التصميم وهندسة البناء عن غيرها في محافظة صعدة.

## الوصف المعماري
تحتوي على أربعة أبراج دائرية، كما تحتوي على العديد من الغرف، ويتوسط الابراج الاربعة تقسيمات داخلية لغرف القيادة وغرف للجنود ذات طابع معماري وتقسيمات هندسية جميلة.